# Papežská rada
Papežské rady jsou orgány Římské kurie složené z kleriků a laiků, jejichž úkolem je studovat záležitosti týkající se specifických aspektů nauky nebo řízení církve a jejichž cílem je přijímat opatření a předkládat návrhy v obecných otázkách vatikánské politiky a v otázkách předložených k projednání papežem nebo jinými církevními orgány, jakož i připravovat dokumenty pro Římskou kurii, biskupskou synodu nebo některou kongregaci. Jejich struktura, existence a fungování jsou přímo závislé na papežské autoritě a úzce souvisejí s usneseními II. vatikánského koncilu. Mají reagovat na potřeby doby.

## Hierarchické postavení
V kuriálním řádu následují rady hierarchicky za státním sekretariátem, kongregacemi a papežskými soudy. Předsedá jim „předsedající“ biskup. Předsedajícímu biskupovi pomáhá v jeho úřadu sekretář (zpravidla titulární biskup). Jedná se o menší dikasterium. Přirovnáme-li římskou kurii k vládě, pak jsou dikasteria analogická ministerstvům a papežské rady státním sekretariátům.

## Seznam aktuálně fungujících rad
Původně existovalo devět papežských rad, ale při reformách kurie byl jejich počet snížen na pět:
- Papežská rada pro jednotu křesťanů
- Papežská rada pro výklad legislativních textů
- Papežská rada pro mezináboženský dialog
- Papežská rada pro kulturu
- Papežská rada pro novou evangelizaci

## Bývalé papežské rady
Apoštolská konstituce Pastor Bonus z roku 1988 také stanovila Papežskou radu pro dialog s nevěřícími, kterou v roce 1965 založil Pavel VI. 25. března 1993 Jan Pavel II. vydal motu proprio Inde a Pontificatus, kterým spojil Papežskou radu pro dialog s nevěřícími s Papežskou radou pro kulturu.
V roce 2016 papež František zrušil Papežskou radu pro sociální komunikaci. Její funkce převzal Sekretariát pro komunikaci. Tentýž papež 1. září zrušil Papežskou radu pro rodinu a Papežskou radu pro laiky a spojil je s Dikasteriem pro laiky, rodinu a život.
Tentýž papež 1. ledna 2017 zrušil Papežské rady pro spravedlnost a mír, „Cor Unum“, Pastoraci migrantů a kočovníků a Pastoraci zdravotníků a sjednotil je do Dikasteria pro službu integrálnímu lidskému rozvoji.